# Wish (Reamonn-Album)
Wish ist das vierte Studioalbum der deutschen Band Reamonn. Es erschien in fünf Versionen und einer Live-DVD und ist mit über 200.000 verkauften Einheiten das zweitbeste verkaufte Album bis jetzt. Die erste Singleauskoppelung heißt Promise (You & Me) und wurde am 15. April 2006 veröffentlicht, gefolgt von Tonight am 7. Juli 2006, The only ones mit Lucie Silvas am 8. Dezember 2006 und Serpentine am 25. Mai 2007.

## Titelliste
| 1. Wish – 3:44 2. Starship – 3:16 3. Serpentine – 4:03 4. Promise (You & Me) – 4:25 5. She’s a Bomb – 3:01 6. Tonight – 3:34 7. Just Another Night – 5:04 8. Starting to Live – 3:20 9. L.A. Skies – 4:02 10. Sometimes – 4:05 11. Come to Me – 3:21 12. Out of Reach – 3:37 13. The Only Ones (feat. Lucie Silvas) – 3:50 Bonustracks 1. L.A. Rollercoaster 2. Words from Greg Fidelman 3. Starship (Studioperformance) 4. The Only Ones (Studioperformance) 5. Just Another Night (Studioperformance) 6. Promise (You & Me) | 1. Mother Earth – 3:55 2. Never Lettin’ Go – 3:07 3. The Only Ones (Single Version) – 3:51 4. Promise (You and Me) (Unplugged) – 3:28 5. Tonight (Unplugged) – 4:04 6. Never Lettin’ Go (Good Times) (Unplugged) – 3:32 |